# فیشنو پریا
فیشنو پریا (انگلیسی: Vishnupriya؛ هنرپیشه، مدل و رقاص اهل بحرین است. او فعالیت حرفه‌ای خود را با رقص در برنامه‌های تلویزیونی آغاز کرد.